# Histoire du GIGN
Le Groupe d'intervention de la Gendarmerie nationale (GIGN) est une unité d'élite de la Gendarmerie nationale française, spécialisée dans la gestion de crises et les missions dangereuses demandant un savoir-faire particulier, notamment dans les trois domaines suivants :
- l'intervention : contre-terrorisme, libération d'otages, retranchement de forcenés et arrestations à haut risque dans la lutte contre le grand banditisme,
- l'observation-recherche : surveillance, collecte d'information et de preuves sur des individus dangereux dans la lutte contre le terrorisme et le grand banditisme.
- la sécurité-protection : protection de personnes et/ou de sites particulièrement menacés.

L'unité dispense également de nombreuses formations dans ces domaines, en France et à l'étranger.

Les 3 missions principales du GIGN
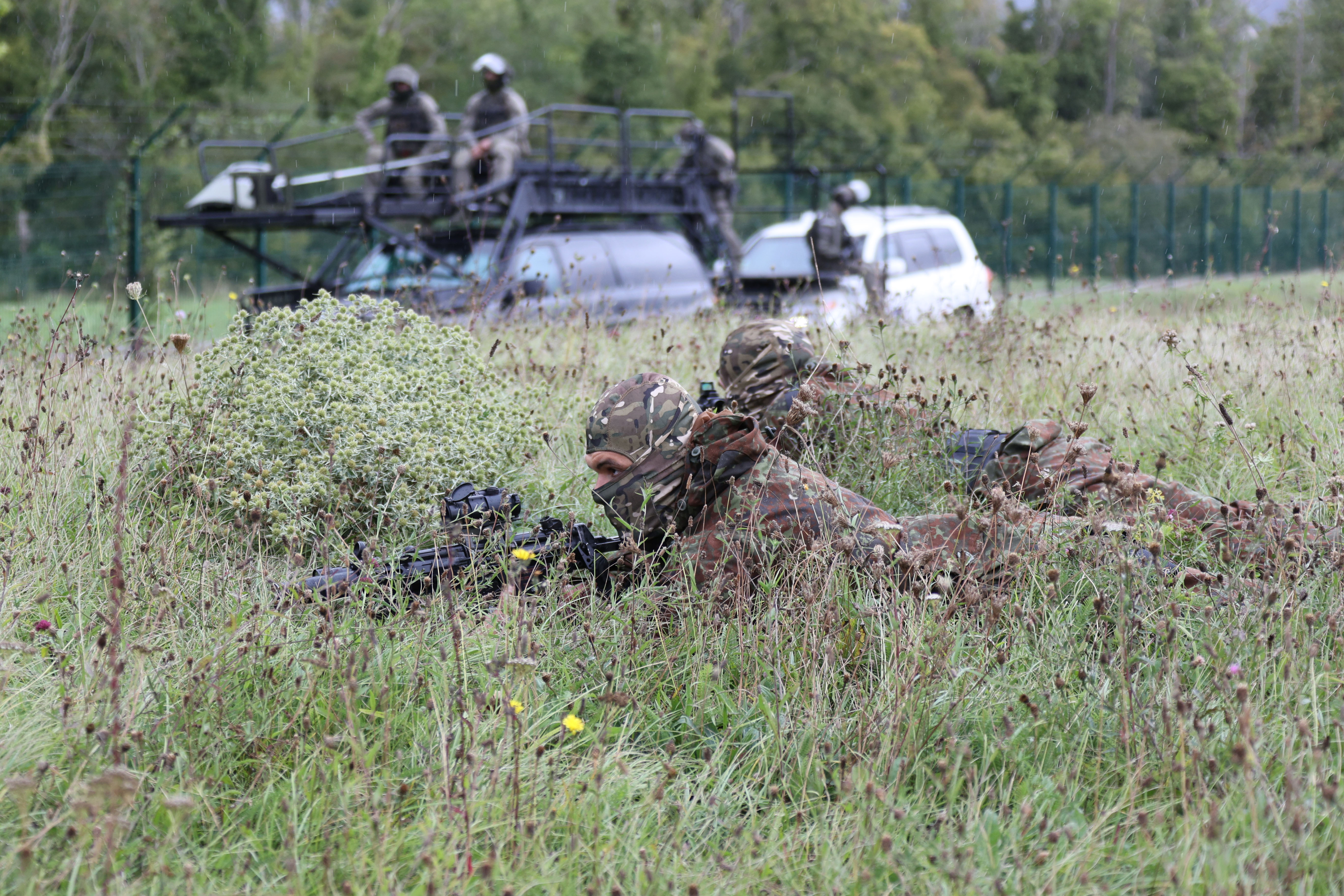
Observation et Recherche
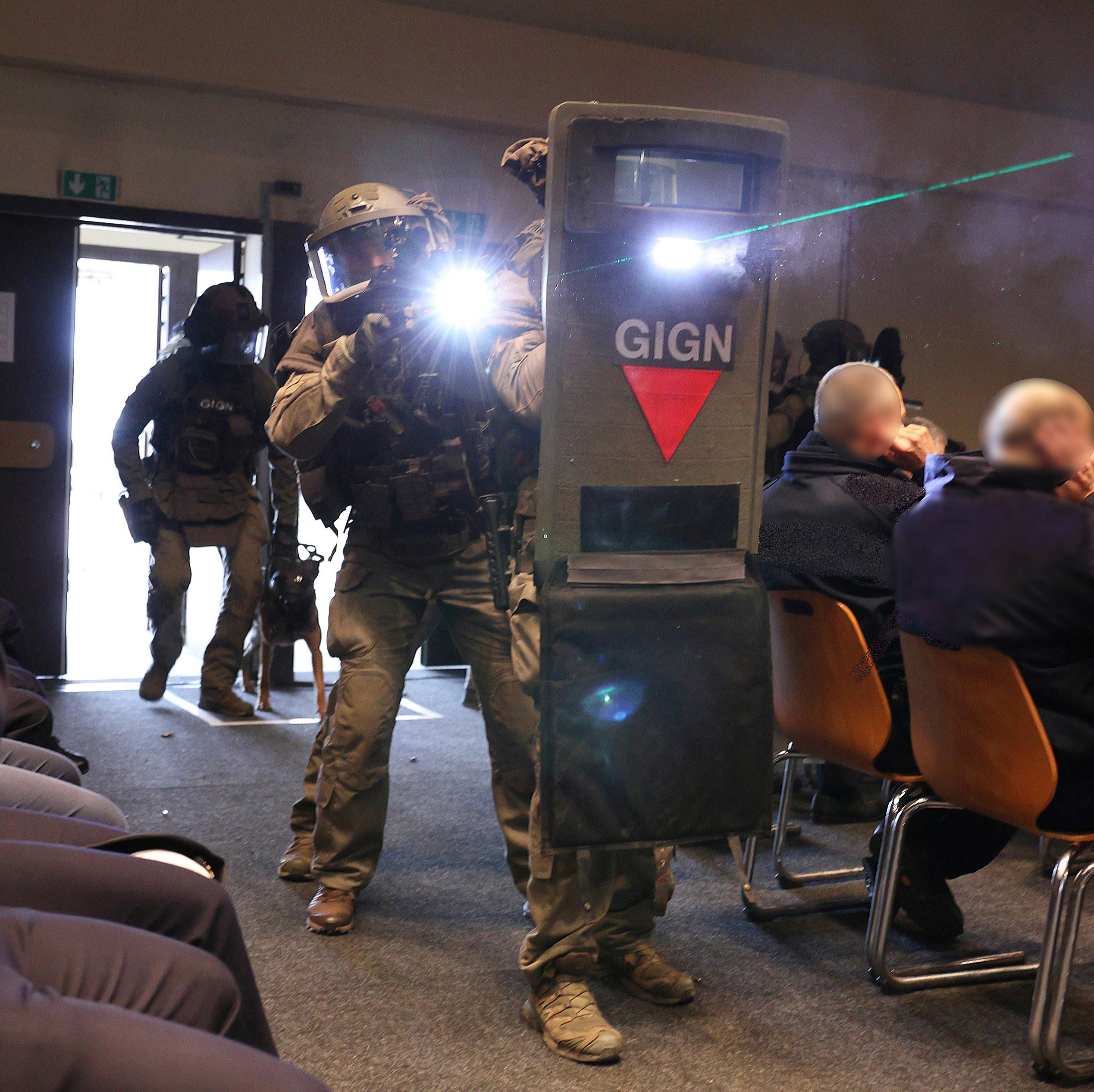
Intervention
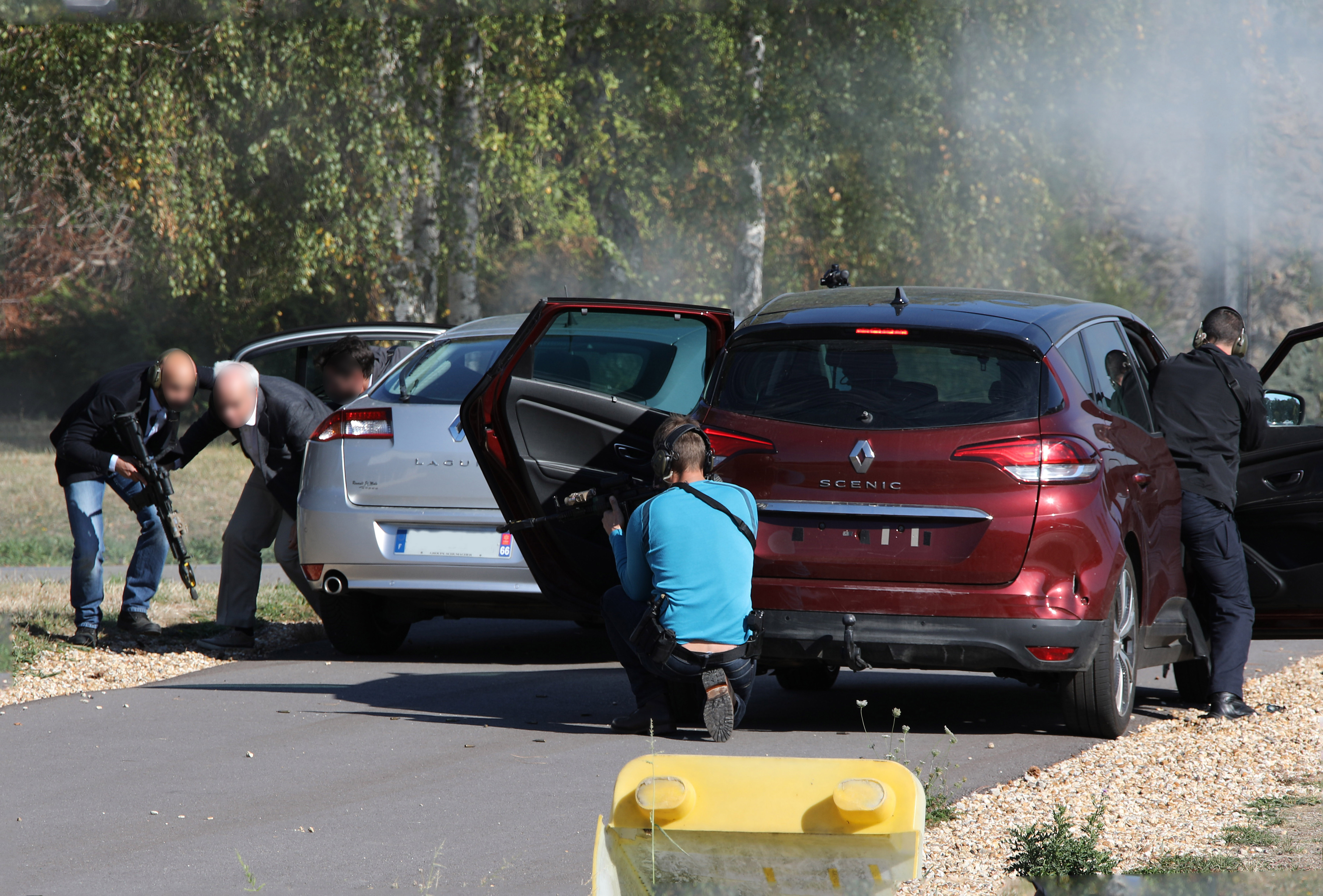
Sécurité et Protection

Le GIGN est composée d'une formation centrale établie dans le quartier de Satory à Versailles et de quatorze antennes locales - appelées antennes du GIGN (AGIGN) -  réparties en métropole et outre-mer.
L'unité est directement subordonnée au directeur général de la Gendarmerie nationale qui, en cas de crise majeure, traite directement avec les autorités gouvernementales. Dans ses missions les plus courantes, elle est engagée en support de la Gendarmerie départementale sur le territoire national  mais elle intervient également à l'étranger en coordination avec les forces armées françaises et notamment le commandement des opérations spéciales (COS).
Sa devise est « S'engager pour la vie ».
On peut présenter l'histoire de l'unité en rappelant les trois périodes majeures qu'elle a connues depuis sa création :
1. 1974 à 2007 : le GIGN est une unité d'intervention qui ne dépasse pas la taille d'un escadron ou d'une compagnie soit une centaine de personnels.
2. 2007 à 2021 : le nouveau GIGN (ou GIGN 2.0) ajoute à l'intervention deux savoir-faire hérités de l'ancien GSIGN : La sécurité-protection et l'observation. Le GIGN regroupe maintenant environ 400 personnels.
3. depuis 2021 : L'intégration complète (administrative et opérationnelle) des antennes renforce l'implantation nationale de l'unité (GIGN 3.0) et porte l'effectif à un millier de personnels.

## Présentation de l'unité
Créé en 1974 comme une unité d'intervention, le GIGN, après avoir acquis un savoir-faire et une réputation incontestables dans son domaine, était devenu dans les années 1980 la composante « intervention » du Groupement de sécurité et d'intervention de la gendarmerie nationale (GSIGN), formation qui regroupait également d'autres unités de gendarmerie spécialisées dans la sécurité-protection, la collecte de renseignement et la formation.
Le 1er septembre 2007, une profonde réorganisation a eu lieu et un « nouveau » GIGN a remplacé le GSIGN. Plus qu'un simple changement de nom, cette réorganisation a pour but de renforcer l'homogénéité de l'unité, d'optimiser l'utilisation de ses moyens, d'augmenter ses capacités de réaction en cas d'événements d'envergure (notamment prises d'otages de masse, « POM » en abrégé) et de créer des synergies plus fortes entre des personnels issus d'un tronc commun de recrutement et de formation.
De 2004 à 2021, l'action du GIGN en province et dans les territoires d'outre-mer est relayée et appuyée par des unités d'interventions régionales : les antennes du GIGN. Ces dernières ont pris cette appellation en 2016, après avoir été appelées Pelotons interrégionaux d'intervention de la Gendarmerie (PI2G) pour les unités créées en métropole à partir de 2004 et Groupes de pelotons d'intervention (GPI) en outre-mer . Pendant cette période, les antennes dépendent administrativement de leurs régions zonales  respectives et ne passent sous le contrôle opérationnel du GIGN qu'en cas de crise.
1er août 2021, les antennes sont intégrées au GIGN au sein d'une nouvelle composante appelée la Force Antennes. Depuis cette date, l'unité est composée d'un échelon central (appelé « GIGN central » dans le reste de cet article) et des 14 antennes  dont sept sont implantées en France métropolitaine à Toulouse, Orange, Dijon, Nantes, Reims, Tours et Caen et sept outre-mer en Guadeloupe, en Martinique, en Guyane, à La Réunion, en Nouvelle-Calédonie, en Polynésie française et à Mayotte.

## Rappel historique

### Les dates importantes de l'histoire du GIGN
En réponse à la multiplication des prises d'otages mal gérées (notamment à Cestas en 1969, à la centrale de Clairvaux en 1971 et aux Jeux olympiques de Munich en 1972), un premier GIGN est formé le 11 octobre 1973 au sein de l'escadron parachutiste de Mont-de-Marsan, tandis qu'une équipe commando régionale d'intervention (ECRI) est formée le 1er décembre de la même année au sein du groupe d'escadrons I/2 de gendarmerie mobile de Maisons-Alfort. Le commandement de l'ECRI est confié au lieutenant Christian Prouteau et l'unité devient opérationnelle le 1er mars 1974.
Sa première opération a lieu dès le 11 mars 1974 pour neutraliser un forcené, qui, après avoir tué ses deux voisins, s'est retranché dans un appartement à Ecquevilly,.
Le 16 avril 1974, le GIGN de Mont-de-Marsan devient le GIGN no 4 tandis que l'ECRI de Maisons-Alfort devient GIGN no 1. C'est la date officielle d'anniversaire de l'unité .
À cette époque, le GIGN no 1 opère sur le territoire des 1re, 2e, 3e et 6e régions militaires, tandis que le GIGN no 4 opère sur les 4e, 5e et 7e régions militaires. Unité parachutiste, implantée sur la façade atlantique le GIGN 4 est également plus orienté sur la problématique maritime et comporte un groupe de plongeurs, mais commandé à tour de rôle par les officiers de l'escadron, ses membres restent assujettis aux priorités de ce dernier et il est moins sollicité que l'unité de Maisons-Alfort.
En 1976, la Gendarmerie décide de regrouper les deux unités, principalement pour des raisons de coût et d'efficacité. Le 31 mai 1976, les deux GIGN 1 et 4 sont dissous et rassemblés le 1er juin de la même année en une seule unité parachutiste basée à Maisons-Alfort, dénommée GIGN. Après son déménagement à Satory (à Versailles) en 1982, le GIGN est intégré en 1984 au sein d'une nouvelle formation appelée Groupement de sécurité et d'intervention de la Gendarmerie nationale (GSIGN). Il y est rejoint d'abord par l'escadron parachutiste de Mont-de-Marsan (EPGM ou escadron parachutiste de la gendarmerie mobile), qui devient à cette occasion Escadron parachutiste d'intervention de la Gendarmerie nationale (EPIGN), puis en 1986, par le Groupe de sécurité de la présidence de la République (GSPR).

Écussons du GSIGN et de ses composantes - 1984 - 2007
EPIGN
GSIGN
GSPR

En 2007, le GSIGN est dissous et une nouvelle unité est créée à sa place sous le nom de GIGN, les anciens GIGN, EPIGN et GSPR fournissant les principales composantes de la nouvelle organisation. Il ne s'agit pas simplement d'un changement de nom mais de la création d'une nouvelle unité, renforcée au niveau de son commandement, avec un tronc commun de recrutement pour ses différentes composantes et avec de meilleures capacités de réactions en cas de prise d'otages de masse (POM).
À la suite de cette réorganisation, l'organigramme du groupe est le suivant :
- État-major opérationnel (EMOPS) ;

Rondache du "nouveau" GIGN depuis 2007

- État-major d'administration et de soutien (EMAS) ;
- Force Intervention (FI) (ancien GIGN) - composée de 81 hommes.
- Force Observation Recherche (FOR) : anciennement groupe d'observation-recherche de l'Escadron parachutiste d'intervention de la Gendarmerie nationale (EPIGN) - composée de 33 membres.
- Force Sécurité Protection (FSP) qui reprend les fonctions de la section de sécurité et protection de l'EPIGN - composée de 34 membres.
- Détachement GSPR qui est la composante Gendarmerie du Groupe de sécurité de la présidence de la République- composé de 29 membres.
- Force Appui Opérationnel (FAO) comprenant des moyens techniques et diverses compétences nécessaires aux autres forces : moyens spéciaux, technique d'adaptation opérationnelle, appui cynophile, dépiégeage d'assaut, NRBC, effraction et ouverture fine (voir ci-dessous) - composée de 30 membres.
- Force Formation (FF) , qui s'occupe aussi bien des formations internes au sein de la gendarmerie qu'externes dans d'autres pays, composée de 41 membres.

En 2015, le GIGN est engagé simultanément pour la première fois avec le RAID, unité d'élite de la Police nationale, lors de la double prise d'otages du 9 janvier faisant suite aux attentats de janvier 2015 en France.
En 2021, les antennes sont intégrées au groupe, la force Formation devient le Centre national de formation à l'intervention spécialisée et le force d'appui opérationnel devient la division technique  . Un nouvel écusson commun à l'élément central et aux antennes est adopté. Porté sur le bras gauche, il présente la grenade de la Gendarmerie surmontée du sigle GIGN. Le GIGN central (Satory) et les antennes conservent leur rondaches respectives qui se portent sur le bras droit.
L'emblème - appelé également rondache - du GIGN central (c'est-à-dire de l'unité basée à Satory, qui est une unité parachutiste) est composé d'un cercle sur un fond bleu, un parachute et un réticule de visée. Le cercle, figure géométrique parfaite, symbolise la cohésion et la force collective des membres de l'unité. La couleur bleue rappelle la capacité subaquatique de l'unité. Le parachute matérialise l'appartenance du GIGN à la famille des troupes aéroportées. Enfin, le réticule de visée symbolise la discipline principale pratiquée : le tir et, au-delà, le respect pour la vie humaine et la précision dans l'action. Enfin, les deux étoiles symbolisent la « deuxième génération » en référence à l'organisation mise en place en 2007 ;
La rondache des antennes (AGIGN), également portée sur le bras droit, reprend la grenade de la Gendarmerie nationale, l'éclair de l'intervention spécialisée et un réticule de visée.

Emblèmes du GIGN et de ses composantes depuis 2021
Rondache du GIGN central
Écusson du GIGN depuis 2021
Rondache des AGIGN

L'organigramme du groupe devient :
- État-major opérationnel (EMOPS) ;
- État-major de soutien finances ;
- Bureau ressources humaines ;
- Force Intervention (FI).
- Force Observation Recherche (FOR).
- Force Sécurité et Protection (FSP).
- Force Antennes
- Division technique
- Centre national de formation à l'intervention spécialisée, qui reprend et amplifie les missions de l'ancienne Force Formation (FF) et qui s'occupe aussi bien des formations internes au sein de la gendarmerie qu'externes dans d'autres pays.
- Détachement gendarmerie du groupe de sécurité de la présidence de la République qui est la composante Gendarmerie du Groupe de sécurité de la présidence de la République[N 7].

L'effectif total est d'environ 1 000 personnels dont 400 au GIGN « central » en 2021 .

Tenues et des armements, 2016-2021
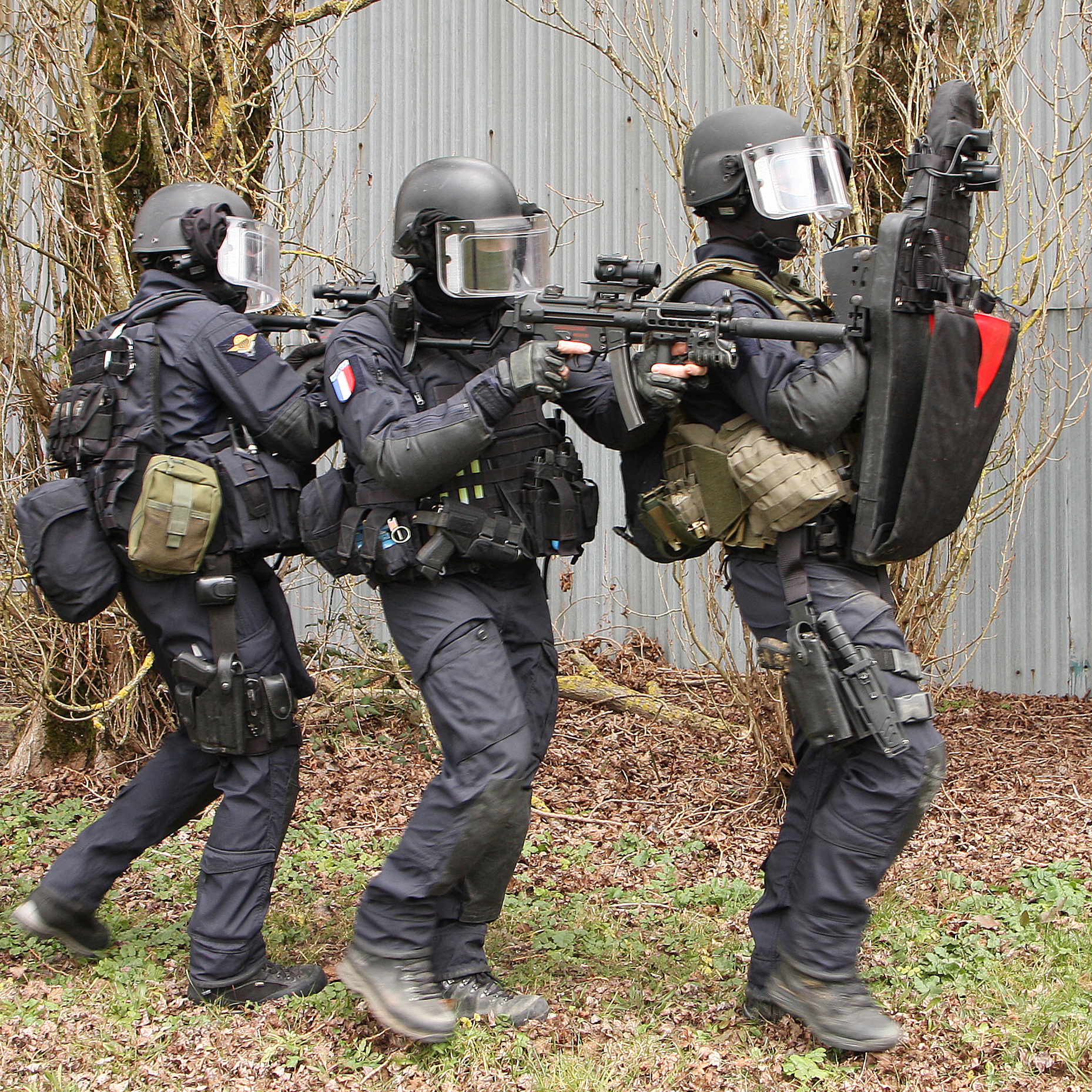
Colonne d'assaut en progression - 2016
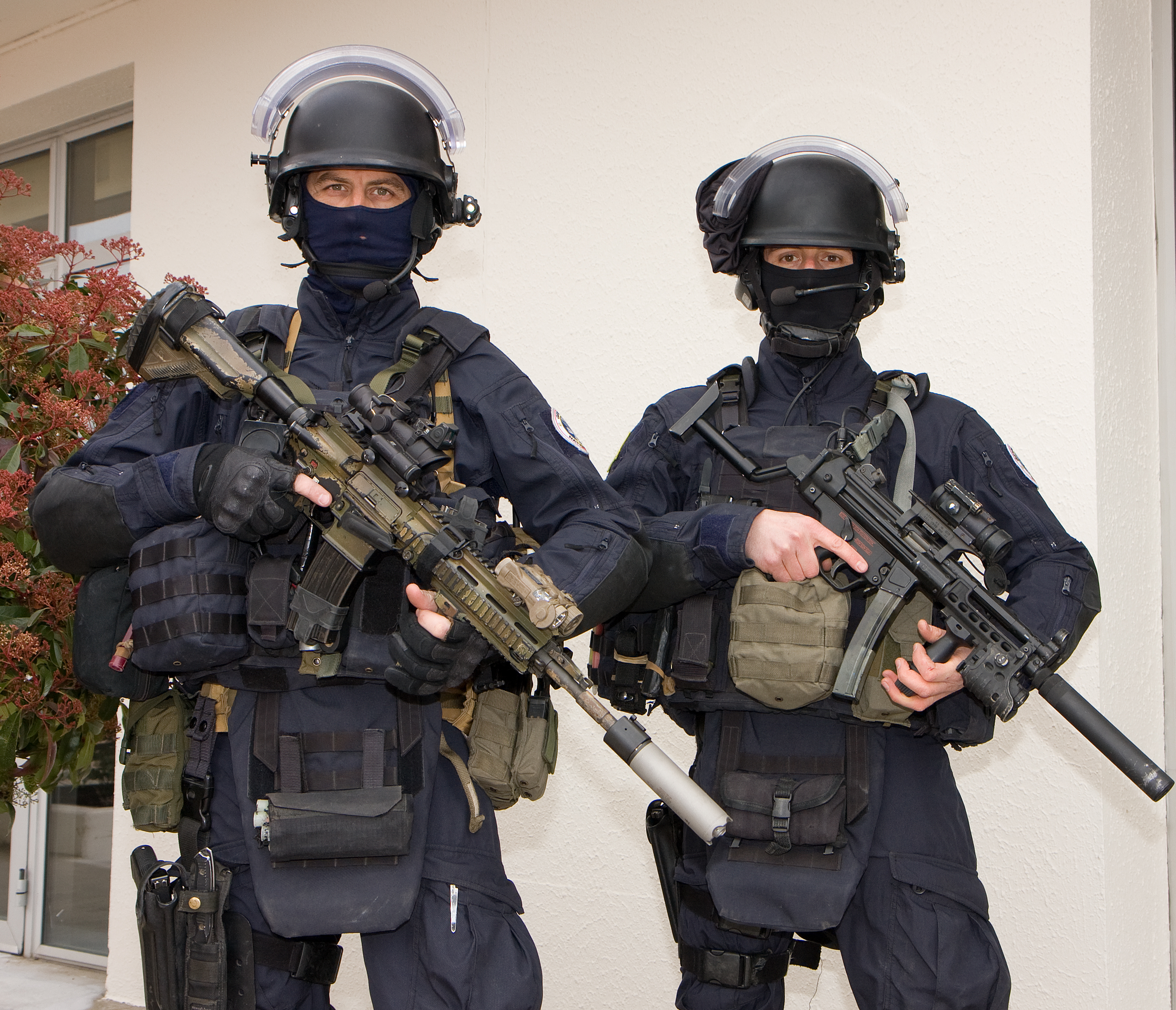
Fusil d'assaut HK-416 et Pistolet-mitrailleur HK MP-5 en 2016
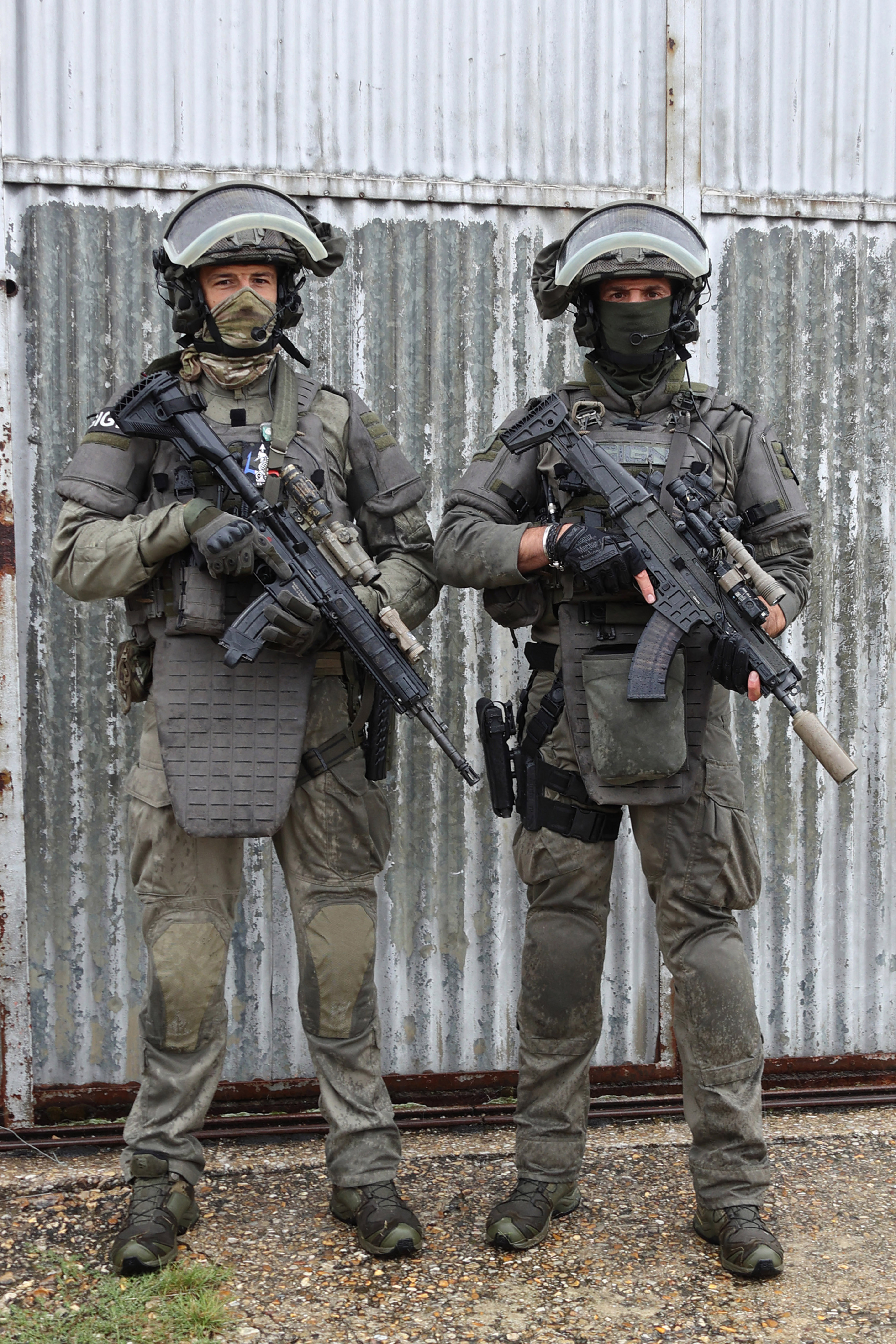
Fusils d'assaut CZ et HK-416 en 2021
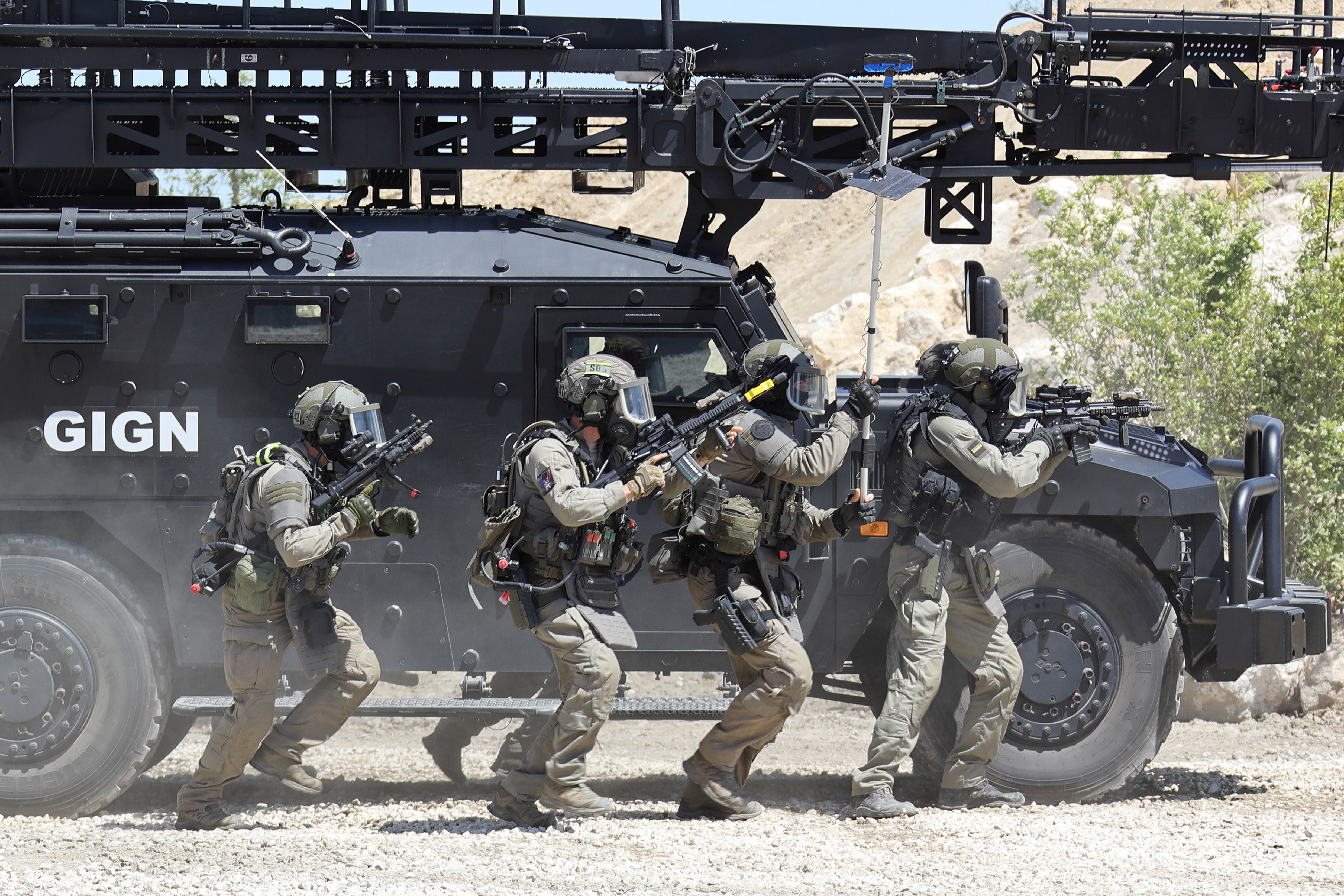
Équipiers et véhicule blindé Sherpa Light - 2022

### Chronologie
Datée officiellement de 1974, la création du GIGN remonte en fait à 1973.
- 1971 : Création de l'EPGM 9/11 à Mont-de-Marsan ;
- 1973 : Formation du GIGN à Mont-de-Marsan le 11 octobre et de l'ECRI à Maisons-Alfort le 1er décembre ;
- 1974 : L'ECRI de Melun devient opérationnel. C'est la date officielle d'anniversaire du GIGN.
- 1974 : Le GIGN de Mont-de-Marsan devient GIGN 4 et l'ECRI de Maisons-Alfort devient le GIGN 1 le 16 avril ;
- 1976 : Dissolution simultanée des GIGN 1 et 4 le 31 mai et création du GIGN le 1er juin à Maisons-Alfort. L'effectif est de 32 hommes : un capitaine, un lieutenant adjoint et 5 équipes composées de 2 gradés et 4 gendarmes[17] ;
- 1977 : L'effectif est porté à 42 hommes répartis en trois équipes d'intervention[17] ;
- 1980 : L'effectif est de 46 hommes articulés en 4 équipes d'intervention[17] ;
- 1982 : Transfert du GIGN à Satory ;
- 1983 : Création du GSPR le 5 janvier et dissolution de l'EPGM 9/11 le 31 décembre ;
- 1984 : Création de l'EPIGN et du GSIGN (GIGN + EPIGN) le 1er janvier ;
- 1985 : Création du groupe « instruction » ;
- 1986 : Réorganisation du GSIGN le 1er janvier (GIGN + EPIGN + GSPR + groupe « instruction »). Le GIGN compte 4 officiers et 74 sous-officiers[17] ;
- 1991 : Création du GOR à l'EPIGN ;
- 2005 : L'effectif théorique du GIGN est de 11 officiers et 109 sous-officiers répartis en 4 sections opérationnelles - plus une section d'appui et une section de soutien[17] ;
- 2006 : Création en février au sein du Commandement des opérations spéciales (COS) de l'Armée de terre d'un DETALAT GSIGN qui deviendra en juillet le Groupe interarmées d'hélicoptères ou GIH, unité interarmées dont la mission principale est l'appui au GIGN (et au RAID depuis 2008).
- 2007 : Dissolution du GSIGN et création du nouveau GIGN.
- 2021 : Intégration complète des 14 antennes au sein d'une nouvelle Force Antenne

### Devise
- Jusqu'en 2014 : « Sauver des vies au mépris de la sienne. »
- Depuis 2014 : « S'engager pour la vie »[2].

### Commandants de l'unité
- 1973-1983 : chef d'escadron Christian Prouteau (GIGN no 1 puis GIGN)
- 1982-1983 : capitaine Paul Barril (par intérim)
- 1983-1985 : capitaine Philippe Masselin
- 1985-1989 : chef d'escadron Philippe Legorjus
- 1989-1992 : chef d'escadron Lionel Chesneau
- 1992-1997 : chef d'escadron Denis Favier
- 1997-2002 : chef d'escadron Éric Gérard
- 2002-2007 : lieutenant-colonel Frédéric Gallois
- 2007-2011 : général de brigade Denis Favier
- 2011-2014 : général de brigade Thierry Orosco[18]
- 2014-2017 : général de brigade Hubert Bonneau
- 2017-2020 : général de brigade Laurent Phélip [19]
- depuis août 2020 : général de division Ghislain Réty [20]

## Les missions les plus connues
Le GIGN a mené des centaines d'opérations depuis sa création, aussi bien la libération d'otages que l'interpellation de forcenés (« neutralisation » dans le jargon de l'unité). Les plus connues sont recensées ci-dessous : 
- intervention, en mai 1974, du GIGN no 1 lors d'une mutinerie à la prison de Fleury-Mérogis. Leur intervention est déterminante pour résoudre la crise avec un minimum de violence ;
- libération, le 4 février 1976, en coopération avec la 13e demi-brigade de Légion étrangère, de 29 écoliers (enfants de militaires français) pris en otages dans un car de ramassage scolaire par des terroristes du Front de libération de la côte des Somalis (FLCS) à Loyada dans la colonie française de Djibouti (à l'époque le territoire français des Afars et des Issas). Dans cette opération, au moins cinq terroristes sont tués par un tir coordonné et simultané du GIGN mais deux enfants et une institutrice y trouvent la mort, cinq autres sont blessés et neuf soldats somaliens sont tués au cours de la confusion qui s'est ensuivie : alors qu'un escadron se précipite vers le car pour extraire les enfants, les militaires somaliens, postés de part et d’autre du poste frontière, ouvrent le feu car croyant qu'il s'agit d'une agression terroriste[21],[22] ;
- intervention, le 10 septembre 1976, à la suite du détournement du vol TWA 355 (en) par cinq terroristes croates anti-titistes. Le GIGN parvient, par la négociation, à obtenir la libération des 49 otages et la reddition des terroristes ;
- intervention, le 30 septembre 1977, à Orly-Ouest, pour résoudre, en coopération avec la brigade anti-gang du commissaire Robert Broussard, le détournement d'une Caravelle assurant le vol Air Inter 429 (Paris-Lyon). Le forcené Jacques Robert détient en otage 94 personnes, dont le député Lucien Neuwirth et l'ancien ministre Philippe Malaud, depuis près de 7 heures, lorsqu'il se met à agiter dangereusement sa grenade, déclenchant l'assaut des forces de police et de gendarmerie sur ordre du préfet Jean Périer. Au cours de l'intervention, Jacques Robert parvient à dégoupiller sa grenade tuant un otage (Joachim Castanheira) qui avait tenté de le désarmer et en blessant quatre autres, dont un (Pierre Bornier) grièvement. Jacques Robert se rend et est incarcéré[23] ;
- préparation, en mai 1979, d'une tentative de libération des fonctionnaires de l'ambassade de France à San Salvador (Salvador). Les terroristes du Bloc populaire révolutionnaire (en) accepteront de se rendre avant l'intervention, mais seulement aux autorités françaises qui acceptent de les relâcher au Panama en échange ;
- intervention, à l'automne 1979, de plusieurs hommes du GIGN lors de la prise de la Grande Mosquée de La Mecque. Les gendarmes semblent avoir en fait mis au point le plan d'attaque final, mais le nombre d'otages (plusieurs milliers) et de terroristes (environ 130) fait que l'on dénombre un nombre important de victimes[24] ;
- intervention, le 12 janvier 1980, lors de la prise d'otages de l'hôtel Fesch d'Ajaccio par un commando corse mené par Marcel Lorenzoni. Les terroristes se rendent après avoir négocié avec le GIGN[25] ;
- libération, en mai 1981, des otages du vol Aer Lingus 164 au Touquet. Le pirate de l'air, qui voulait obliger le pape à révéler le troisième secret de Fátima, est maîtrisé à mains nues lors d'un assaut-surprise ;
- arrestation, en avril 1982, d'un forcené à Chelles. Celui-ci, surarmé, tirera plus de 2 000 cartouches en une journée. Le commandant Prouteau comprend vite que ce forcené n'est pas un forcené ordinaire, puis en engageant des tentatives de négociations, comprend que son but est de défier le GIGN. Dès lors le commandant choisit de ne pas engager ses hommes dans des pièges probables. En soirée, profitant d'un relâchement du forcené et d'une diversion faite en faisant exploser la porte de l'appartement de l'homme, un gendarme maîtrise le forcené à mains nues ;
- arrestation, en février 1988, de Philippe Bidart, chef du groupe terroriste basque Iparretarrak ;
- libération, en mai 1988, des otages détenus dans la grotte d'Ouvéa en Nouvelle-Calédonie. L'opération est globalement réussie, malgré la mort de deux militaires de la DGSE et de 19 indépendantistes kanaks ;
- entre 1992 et 1995, des membres du GIGN, parfois sous l'autorité du commandement des opérations spéciales (COS), participent à des opérations en Bosnie-Herzégovine, notamment l'arrestation de criminels de guerre ;
- libération, le 26 décembre 1994, des 164 passagers du vol AF 8969 pris en otages par quatre terroristes du GIA. Le GIGN donna l'assaut à l'appareil, posé à l'aéroport de Marignane près de Marseille, et parvint à tuer les quatre terroristes et à sauver tous les otages, sans pertes du côté des gendarmes mais avec onze blessés à des niveaux divers. L'assaut fut filmé par la télévision, et rendit célèbre le groupe dans le monde entier ;
- participation, en septembre 1995, avec l'escadron parachutiste d'intervention de la Gendarmerie nationale (EPIGN), à la traque de Khaled Kelkal dans les forêts entourant Vaugneray près du col de Malval (Rhône). La plupart des hommes du GIGN seront rappelés pour participer à l'opération Azalée aux Comores avant la fin de la traque et c'est l'EPIGN qui met un terme à celle-ci en abattant Khaled Kelkal ;
- participation, en septembre et octobre 1995, à l'opération Azalée (la libération des Comores) et notamment l'arrestation du mercenaire Bob Denard, sous l'autorité du COS ;
- lors d'une intervention, le 23 juin 1997, contre un forcené à Valaurie dans la Drôme, un membre du GIGN, Jean-Louis Prianon, est tué. C'est la première fois qu'un membre du GIGN est tué en opération[26] ;

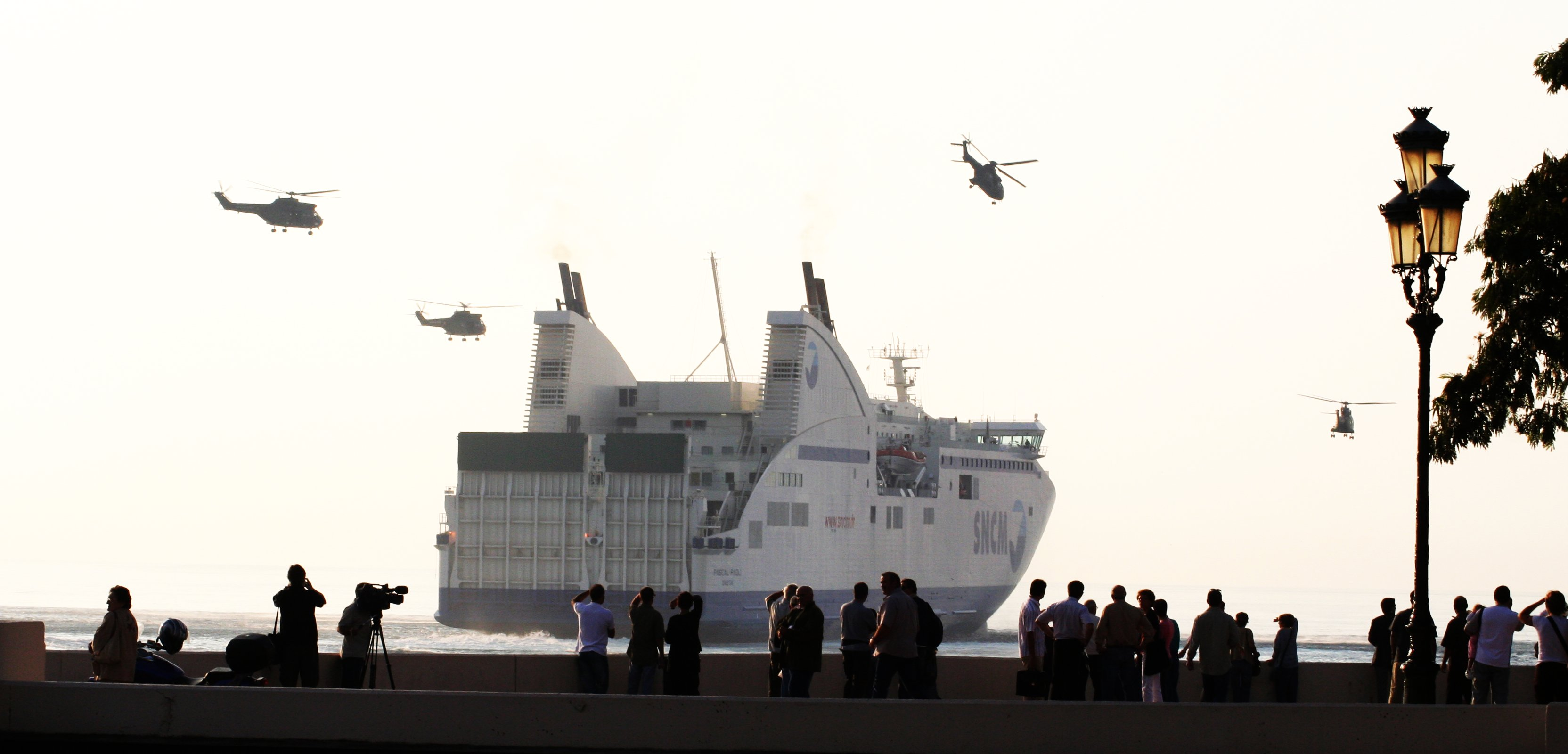
Intervention avec la collaboration du Commando Hubert sur le navire Pascal Paoli de la SNCM en 2005, détourné par des marins syndicalistes du STC.

- arrestation, le 19 janvier 2007, d'un forcené retranché chez lui à Gensac-sur-Garonne. Le GIGN essuie des tirs pendant la mise en place du dispositif (20 hommes) qui blessent un membre de l'équipe. Au moment de l'assaut, vers 22 h, le forcené ouvre le feu sur le trinôme de tête : il tue le maréchal des logis-chef Frédéric Mortier (35 ans, promu major à titre posthume) et blesse un autre de ses camarades. Il s'agit du deuxième membre du GIGN tué en opération ;
- opération Thalathine, le 11 avril 2008 : déclenchement du plan Piratmer. Intervention lors de la prise d'otage sur le Ponant, navire de luxe, au large de la Somalie. Une partie du GIGN aide à la négociation depuis Marseille, siège de la CMA-CGM, propriétaire du voilier, tandis qu'un commando est projeté sur le navire Var, ainsi que le colonel Denis Favier. Les trente otages sont libérés et une partie des pirates sont appréhendés par l'Armée française ;
- opération Storm Lightning, entre le 29 janvier et le 4 février 2011, avec les forces françaises en Afghanistan pour arrêter un chef taliban en Kâpîssâ[27] ;
- parachutage en mer, le 26 mars 2011, des hommes de la force sécurité protection (FSP) du GIGN pour assurer la protection de l'ambassadeur français en Libye, François Gouyette.
- traque des frères Chérif et Saïd Kouachi : Le 8 janvier 2015, le GIGN participe à la traque des frères Kouachi, recherchés comme principaux suspects dans l'attentat contre le journal satirique Charlie Hebdo le 7 janvier 2015. Le lendemain de la fusillade, une vaste opération de recherche est lancée par la Gendarmerie et la Police - et notamment avec la FIPN (Force d'Intervention de la Police Nationale) à la suite du signalement d'Ivo Magalhaes, un pompiste de Villers-Cotterêts qui aurait été braqué à 9 h 26 par les deux terroristes[28]. Le 9 janvier 2015, les auteurs présumés du méfait sont de nouveau repérés à la suite d'un vol de voiture et se retranchent ensuite dans l'imprimerie Création Tendance Découverte (CTD) de Dammartin-en-Goële, en Seine-et-Marne. Un peu avant 17 heures, les gendarmes du GIGN donnent l'assaut qui se solde par la mort des deux terroristes (et un blessé léger dans les rangs du GIGN[29]). On saura[30] par la suite que Lilian Lepère, un employé de l'imprimerie caché sous un évier, signalait les faits et gestes des hommes armés aux forces de l'ordre et qu'ils ignoraient tout de sa présence. Une action simultanée du RAID et de la BRI met fin à une autre prise d'otages à Paris, marquant la première intervention coordonnée des unités d'intervention de la Police et de la Gendarmerie.
- suppression des barrages érigés par des indépendantistes sur la route territoriale 1, entre Nouméa et l'aéroport, pendant les émeutes de 2024 en Nouvelle-Calédonie[31],[32],[33].

## Autres interventions
À cela s'ajoutent de nombreuses interpellations de terroristes (basques, notamment du groupe Iparretarrak, corses…) de criminels dangereux, de transferts sensibles de personnes, d'interventions lors de révoltes en milieu pénitentiaire, d'interventions lors d'opérations militaires à l'étranger ainsi probablement que de nombreuses missions encore classifiées.

## Bilans après 20, 30 et 40 années d'activité

### Résultats
En 1994, peu après la prise d'otages du vol Air France 8969, le GIGN fête ses vingt ans. Il avait alors mené plus de 650 missions, libéré plus de 500 otages, tué une douzaine de terroristes et arrêté plusieurs centaines de criminels. Pendant cette période, 5 hommes du GIGN sont morts à l'entraînement et 19 ont été blessés en opération (dont 9 lors de l'assaut de Marignane). En 2004, le bilan à l'occasion des trente ans du groupe était de plus de 1 030 missions, de plus de 970 personnes arrêtées, et 534 otages libérés.
En 2014, le GIGN fête ses 40 ans et a alors mené 1 600 opérations, interpellé 1 500 personnes, libéré 625 otages et maîtrisé 260 forcenés.

### Pertes
Depuis la création de l'unité, quatorze gendarmes du GIGN ont perdu la vie : quatre en opération et dix en entraînement. Comme pour l'ensemble des unités d'intervention, la majorité des pertes en opération ont été subies lors d'interventions contre des forcenés (3 sur 4 pour le GIGN, 2 sur 3 pour le RAID) ,,. Deux des pertes en opération ont été subies par des gendarmes appartenant respectivement aux antennes d'Orange et de Cayenne,.

## Galerie

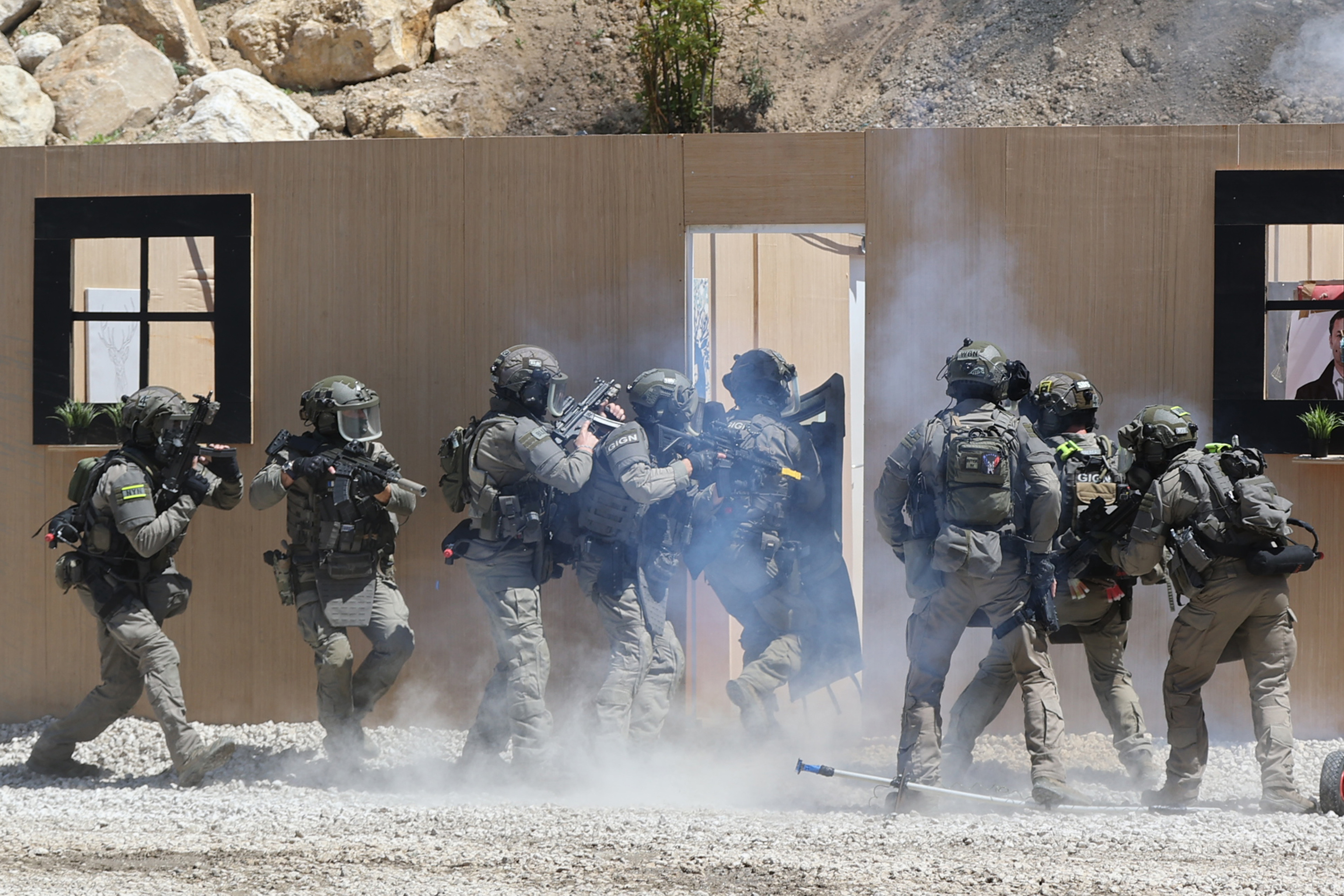
Démonstration d'assaut - 2022
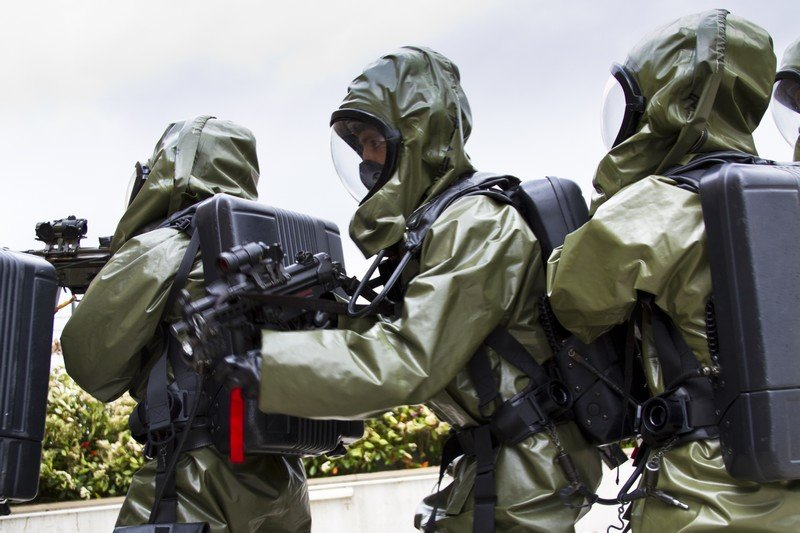
Exercice en tenue NRBC
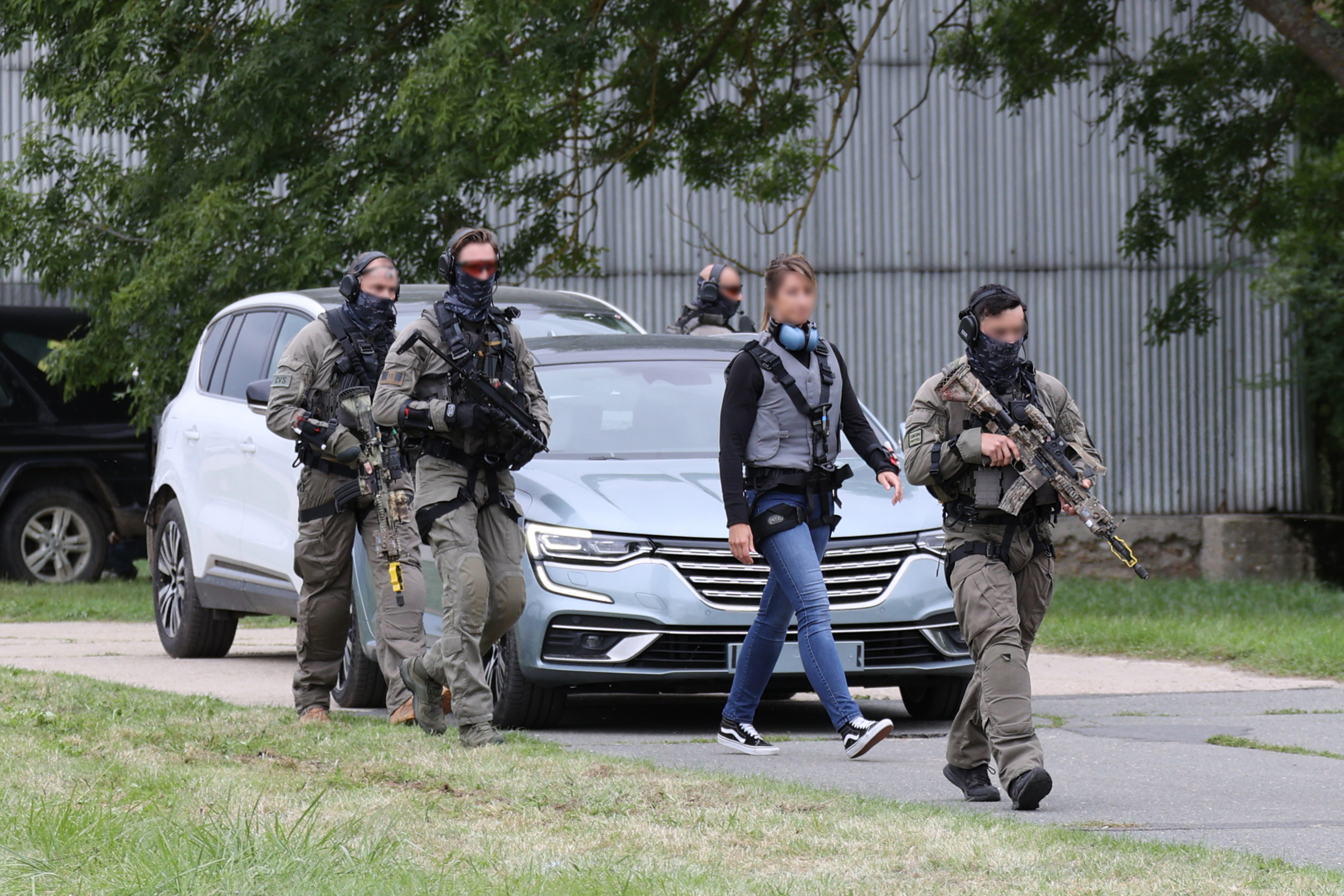
Démonstration de la Force Sécurité Protection - 2021
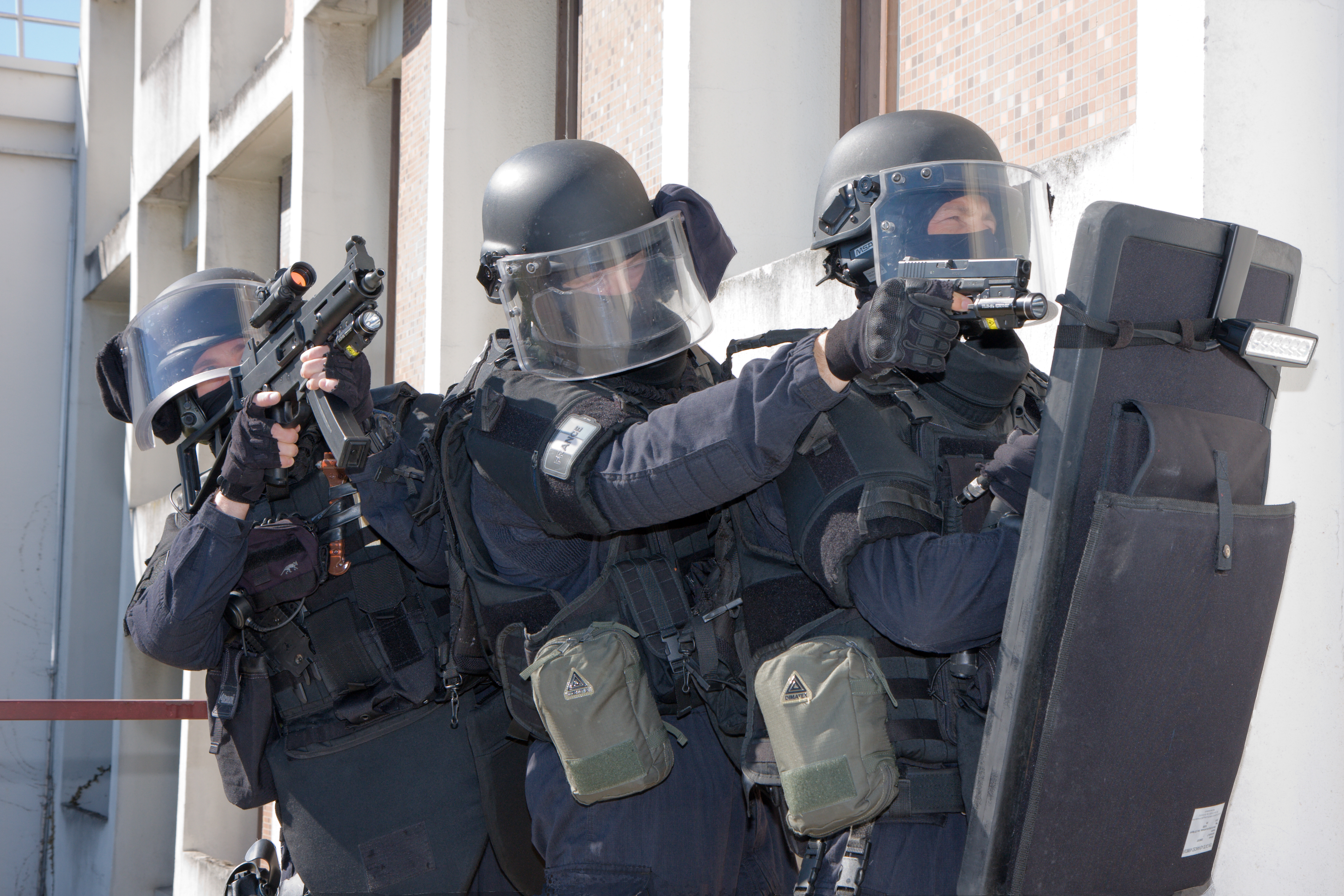
Gendarmes d'une antenne AGIGN - 2015
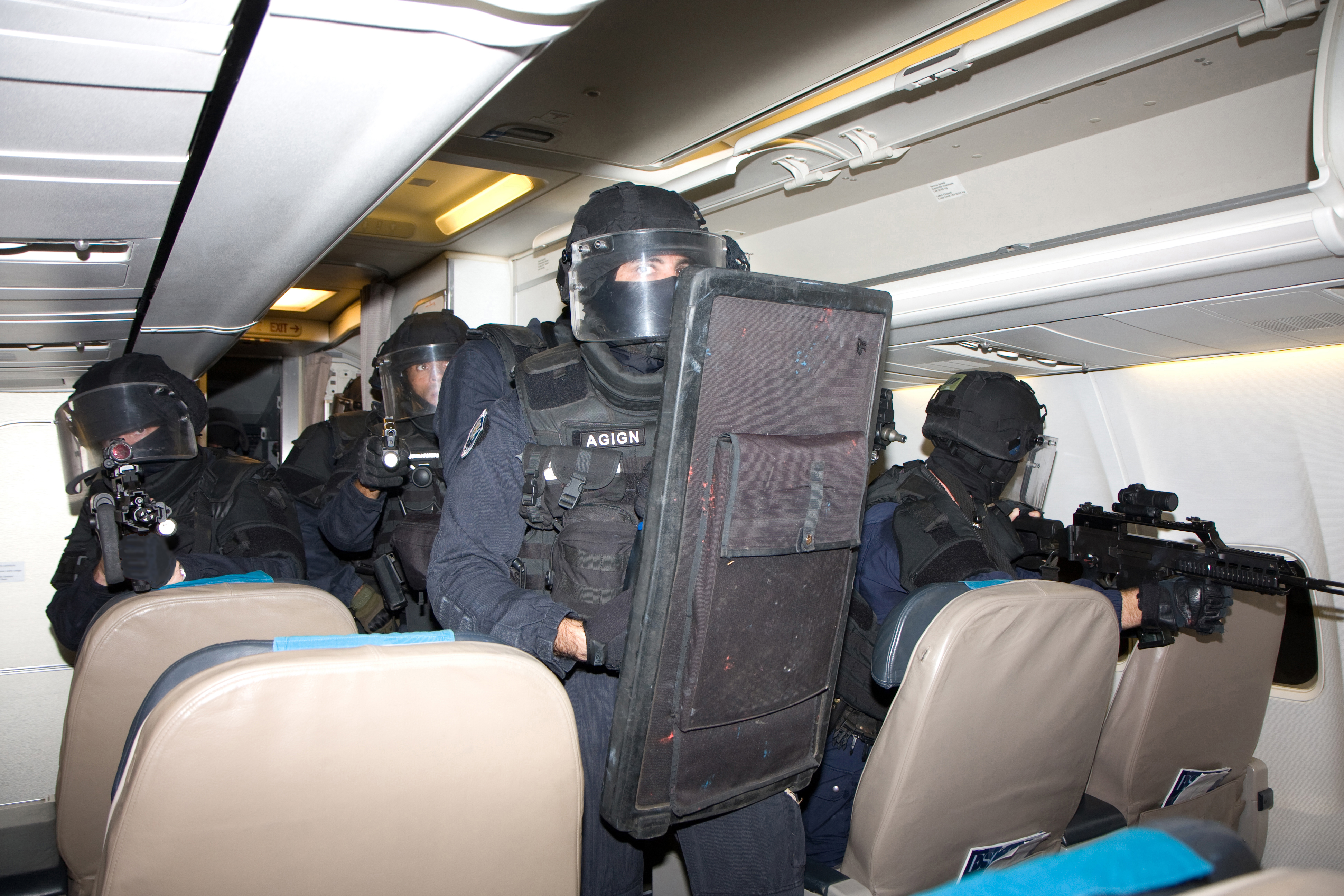
AGIGN outre mer - Démonstration dans un avion de ligne [39] - 2017
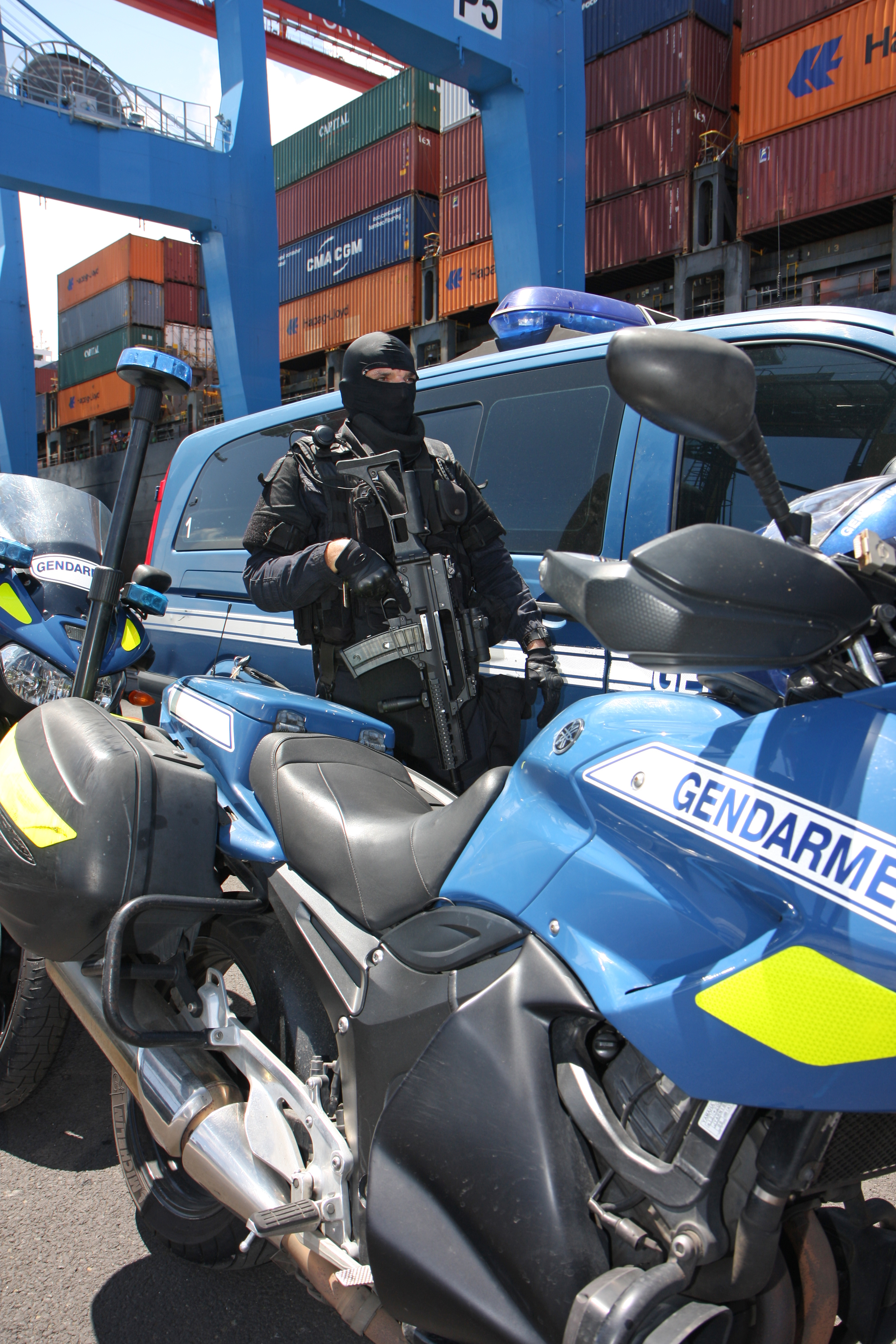
AGIGN outre mer - escorte d'un convoi - 2017